# Balanophyllia diffusa
Espèce
Statut CITES
Balanophyllia diffusa est une espèce de coraux de la famille des Dendrophylliidae. 

## Taxonomie
Selon la base de données WoRMS, cette espèce fait partie du sous-genre Balanophyllia (Balanophyllia) Wood, 1844.